# Alvaradoia ornatula
Alvaradoia ornatula là một loài bướm đêm trong họ Noctuidae.